# Kalkreute (Heraldik)

Kalkreute im Wappen

Die Kalkreute (auch „Kalkrute“, „Calkreute“ o. ä.; frz.: „gâche à chaux“; engl.: „lime paddle“) ähnelt einer Ofengabel und ist in der Heraldik eine recht seltene Wappenfigur. Das Brech- und Rührgerät bei der handwerklichen Kalkherstellung wird oft mit einer Gabel verwechselt, aber gelegentlich in der Literatur mit „Kalkgabel“ bezeichnet.
Die Darstellung mit zwei zum Schildhaupt zeigenden „Zinken“ gekreuzten Kalkreuten im Schild und/oder im Oberwappen gehaltenen nach oben zeigende „Zinken“ ist möglich. Die Tingierung folgt den heraldischen Regeln.
Die Kalkreute ist in der Heraldik als redendes Wappen im Schild des Adelsgeschlechtes Kalckreuth nachweisbar. Unterschiedliche Meinungen zur Herkunft und Benennung dieser Wappenfigur sind existent. Der Begriff kann nach dem schlesischen Ort Kalckreuth (Schlesien) benannt sein und vom Adelsgeschlecht übernommen, kann vom Begriff reuth für Roden abgeleitet sein oder es sind falsch interpretierte Pflugreuten als Bezug zum Ackergerät.

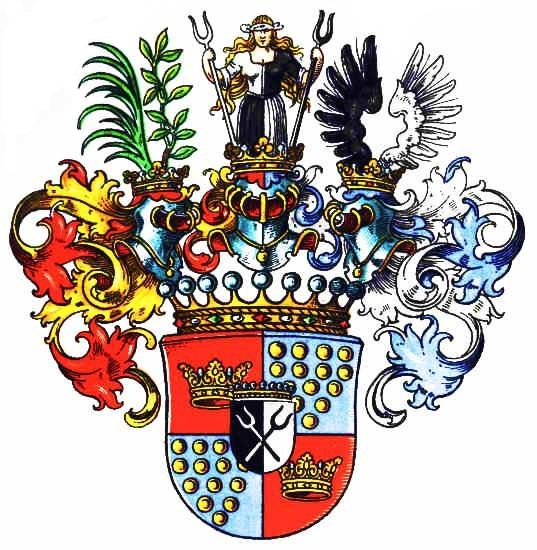
Kalckreuth (Adelsgeschlecht)

Die Grafen von Kalkreuth mit dem Besitz der Herrschaft Siegersdorf und waren seit 15. Oktober 1786 Preußische Grafen.
Wappenbeschreibung: Quadriert, mit einem Mittelschild mit einer Grafenkrone geschmückt, der von Schwarz und Silber gespalten ist; darüber zwei kreuzweis gelegte Kalkgabeln in verwechselnden Farben des Stammwappens.
Im gevierten Schild im ersten und vierten roten Feld eine goldene Krone und im zweiten und dritten blauen Feld 14 (4, 4, 3, 2, 1 gestellt) silberne Kugeln. Den Hauptschild bedeckt ebenfalls eine Grafenkrone, auf dem drei gekrönte Helme ruhen. Auf dem mittleren eine wachsende Jungfrau mit fliegenden Haaren, deren Kleid von Silber und Schwarz geviert ist; ihre Augen sind mit einer silbernen Binde verbunden und sie hält in der rechten Hand eine silberne, in der linken aber eine schwarze Kalkgabel (Stammhelm). Dem vorderen Helm entwächst ein Palmenzweig und ein Lorbeerzweig, dem hinteren ein schwarzer, ausgebreiteter Flug. Helmdecken rechts rot und golden, links blau und silbern.